# Río Saint-Maurice
El río Saint-Maurice (del inglés: 'Saint-Maurice River'); en francés: Rivière Saint-Maurice, llamado simplement el Saint-Maurice, es un largo río de Canadá, un afluente de la ribera norte del río San Lorenzo que discurre por el centro de la provincia de Quebec. El río nace en el embalse Gouin, a la misma latitud que el lago Saint-Jean, y fluye en dirección sureste y luego sur hasta acabar desembocando en el San Lorenzo en la ciudad de Trois-Rivières. El río tiene 563 km de longitud, drena una cuenca de 43.300 km², y en su curso desciende unos 405 metros.
Primera vía de comunicación en la región, el río fue utilizado por los indios locales mucho antes de que llegaran los europeos. Desde las primeras exploraciones de los religiosos al objeto de convertir a los nativos y de los cazadores en busca de pieles, fue una de las rutas fluviales primordiales en Quebec.
Varios municipalidades han sido construidas en sus orillas, aprovechando su energía hidroeléctrica donde las caídas de agua eran lo suficientemente altas como para instalar una presa. Entre otras ciudades, La Tuque, Shawinigan y Trois-Rivières, son las más importantes, situadas a lo largo de la ruta 155 que conecta el río San Lorenzo hasta el lago de Saint-Jean.

## Historia
El nombre original del río era Métabéroutin, nombre dado por los algonquinos, que significa «descargado del viento» («décharge du vent»). Por su parte, los attikameks del curso alto todavía lo llaman Tapiskwan Sipi, el «río de la aguja enhebrada» («rivière de l'enfilée d'aiguille»). Los abenaki lo llamaban Madôbaladenitekw o el «río que acaba» («rivière qui finit»).
Jacques Cartier lo llamó «rivière de Fouez» en honor a la casa de Foix en 1535. Sin embargo, este nombre fue abandonado a principios del siglo XVII por el nombre de «Trois Rivières», cuando los primeros comerciantes de pieles viajaron a lo largo del río. Su nombre actual se le dio a principios del siglo XVIII en referencia al feudo de Saint-Maurice («fief Saint-Maurice»), el nombre común de la casa solariega situada en la orilla oeste y concedida hacia 1668 a Maurice Poulin de La Fontaine, abogado del gobierno de Trois-Rivieres. El nombre «Saint-Maurice» está acreditado por primera vez en una sentencia de 1723 y sustituyó definitivamente a «Trois Rivières» entre 1730 y 1740.
Durante la segunda mitad del siglo XIX, la industria maderera se convirtió en una industria importante en los alrededores de la región de Mauricie. Durante gran parte del siglo XX, el río fue utilizado para transportar los troncos a las fábricas de río abajo y fue, y sigue siendo, una fuente importante de centrales de energía hidroeléctricas.
El río da nombre a la región administrativa de Mauricie.

## Geografía
El río Saint-Maurice nace en el embalse Gouin —un gran embalse de 1.789 km² formado por una gran cadena de lagos entrelazados de más de 100 km de longitud y casi 50 km de anchura— situado en la parte meridional de la provincia de Quebec. Es una zona aislada, sin acceso por vías asfaltadas, pudiendo llegar a ella solamente por pistas forestales en verano o por un aeródromo construido sobre el propio dique de la presa. El río se dirige hacia el sureste, siendo más adelante el límite suroeste de la reserva Wemotaci, sede de la tribu de las Primeras Naciones atikamekw (que contaba con 1 073 hab. en 2006). En ese lugar recibe al primero de sus afluentes importantes, el río Manouane, un afluente que le aborda por la derecha, llegando desde el sur, y que nace en el lago Kempt. Sigue el Saint-Maurice hacia el sureste y llega a la cola del embalse Blanc, construido en 1932. En este tramo el río pasa frente a la reserva Coucourache, también de los atikamekw, que no cuenta con población permanente.
El embalse describe un par de amplias curvas, una hacia el noroeste y de nuevo hacia el sureste, un tramo en el que recibe primero por la izquierda al río Trenche, que llega desde el norte y luego, por la derecha y llegando del suroeste, al río Vermillon. El río vira y se encamina en dirección sur, recibiendo al poco por la derecha al río Croche y enseguida al río Bostonnais, justo antes de llegar a la pequeña ciudad de La Tuque, que contaba con 9.716 hab. en 2006. La Tuque es el primer centro poblado de importancia en su curso, dedicado a la industria de la pulpa y el papel y que cuenta con un pequeño aeropuerto y enlace ferroviario. A partir de aquí, el río es acompañado en el valle por la carretera nacional 155.
Sigue el río Saint-Maurice su avance hacia el sur hasta recibir por la derecha al río Matawin (de 161 km), siendo su curso a partir de la confluencia durante un tramo de unos 35 km el límite nororiental del parque nacional La Mauricie, un parque establecido en 1970 y que salvaguarda una pequeña zona de 536 km² que protege una parte representativa del Escudo Canadiense en la que hay más de 150 lagos.

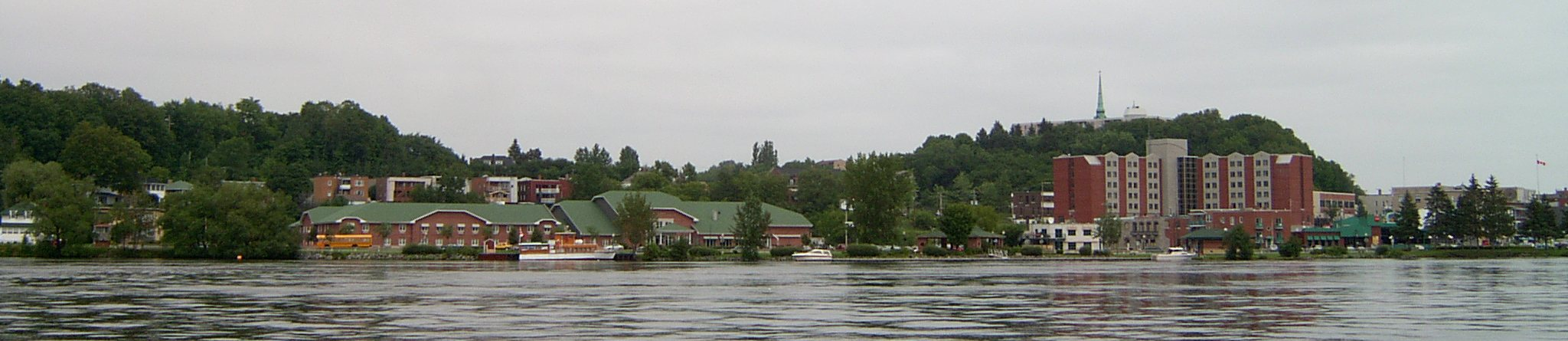
Vista de Shawinigan, a orillas del río

Continua el río hacia el sur, tras dejar atrás en ese tramo del parque el pequeño asentameinto de Saint-Roch-de-Mékinac (324 hab. en 2006) y alcanza las localidades de Grandes-Piles (350 hab. en 2006) y Saint-Jean-des-Piles (693 hab. en 1996), justo antes de abandonar el valle y llegar ya a la zona de llanura. Aquí está la central de Rocher-de-Grand-Mère, una central inaugurada en 2004 que prroduce 230 MW y que cuenta con una presa de 785 m de largo y 26 m de altura. Llega después a Shawinigan, una pequeña ciudad en la margen derecha que contaba con una población urbana de 49.236 habitantes en 2006. El río ya es lo suficientemente ancho como para que haya islas en su curso, como la de la Cité de l'Energie, situada frente a la ciudad, una pequeña isla que ahora es un parque temático basado en la historia de Shawinigan en la que hay un centro de ciencias y dos centrales hidroeléctricas: la Northern Aluminum Company (NAC), construida en 1906 para la fabricación de aluminio y Shawinigan-2, construida en 1911 y ampliada en 1928.
Sigue el río ya en su tramo final llegando a Forges du Saint-Maurice, un National Historic Site of Canada y lugar de nacimiento de la industria del hierro en 1730 que comenzó a funcionar en 1738, justo antes de llegar a la ciudad de Trois-Rivières, donde desemboca por la margen izquierda en el río San Lorenzo. La ciudad contaba con una población urbana de 121,666 habitantes en 2006.

## Fauna piscícola
Entre La Tuque y Trois-Rivieres, los 174 últimos kilómetros, se encuentran 42 especies que frecuentan el río. La densidad de la biomasa de peces es generalmente baja, lo que es característico de los ríos del Escudo Canadiense.

## Presas y centrales hidroeléctricas

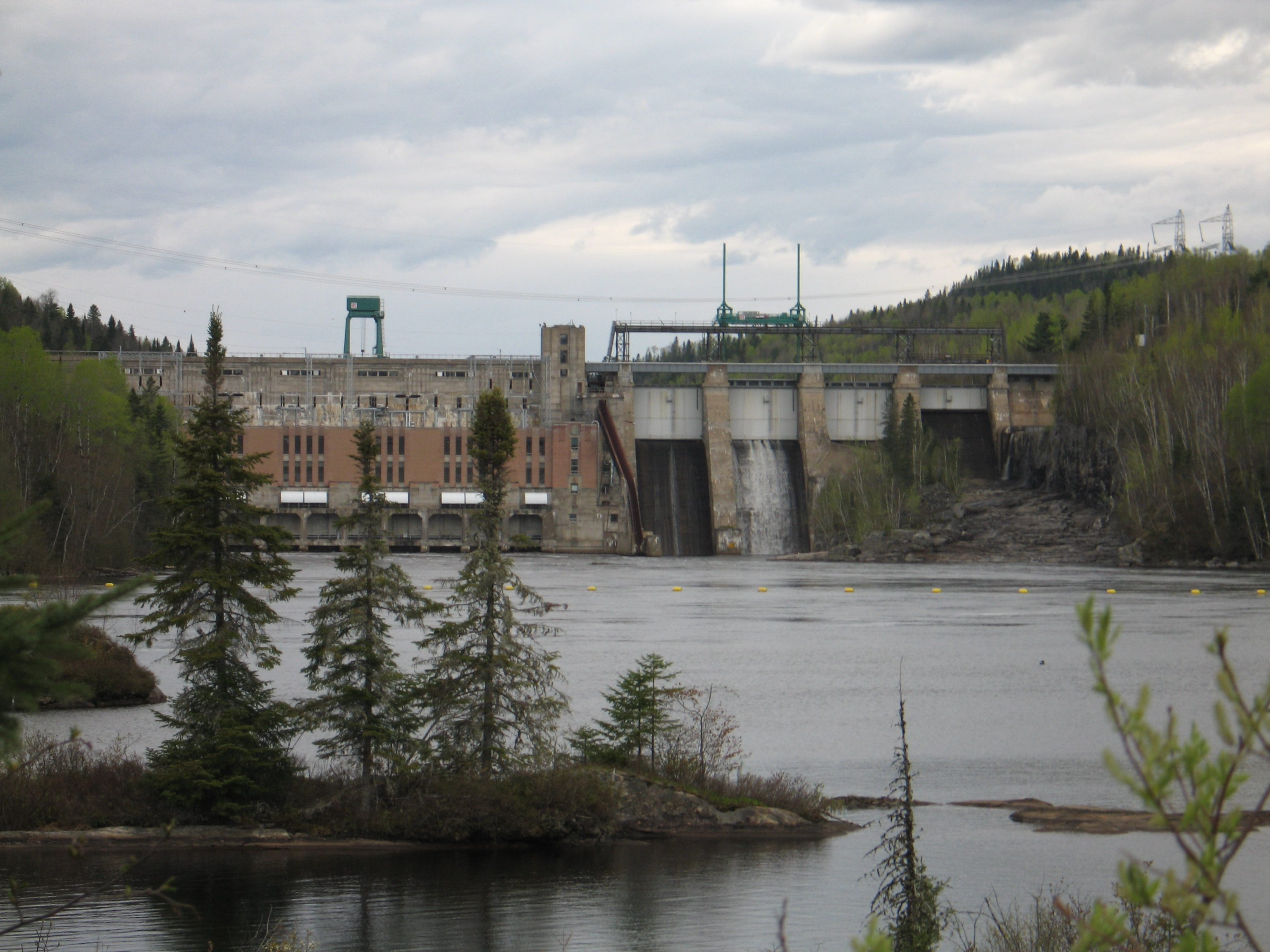
La central de Rapide-Blanc

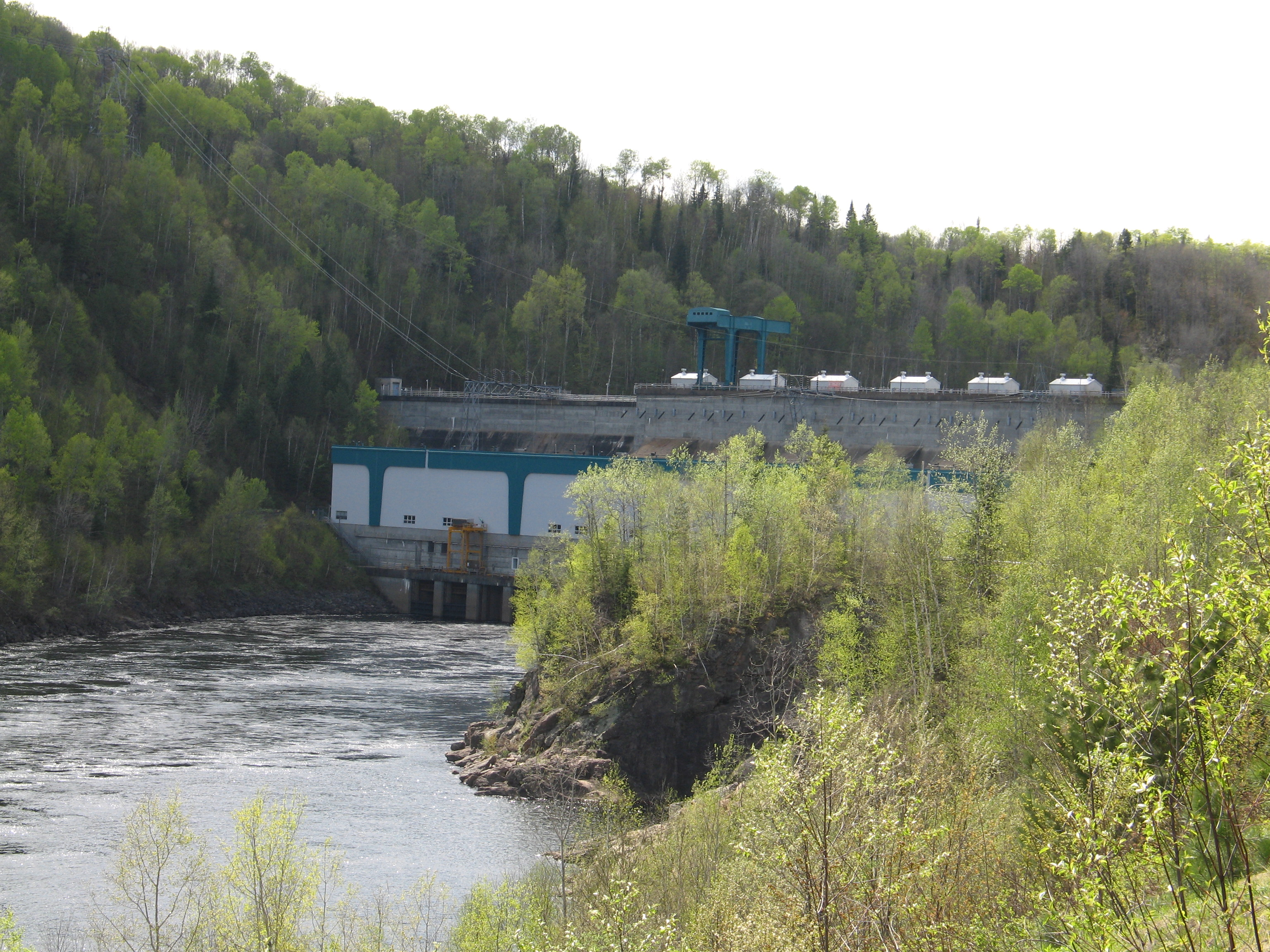
La central de Beaumont

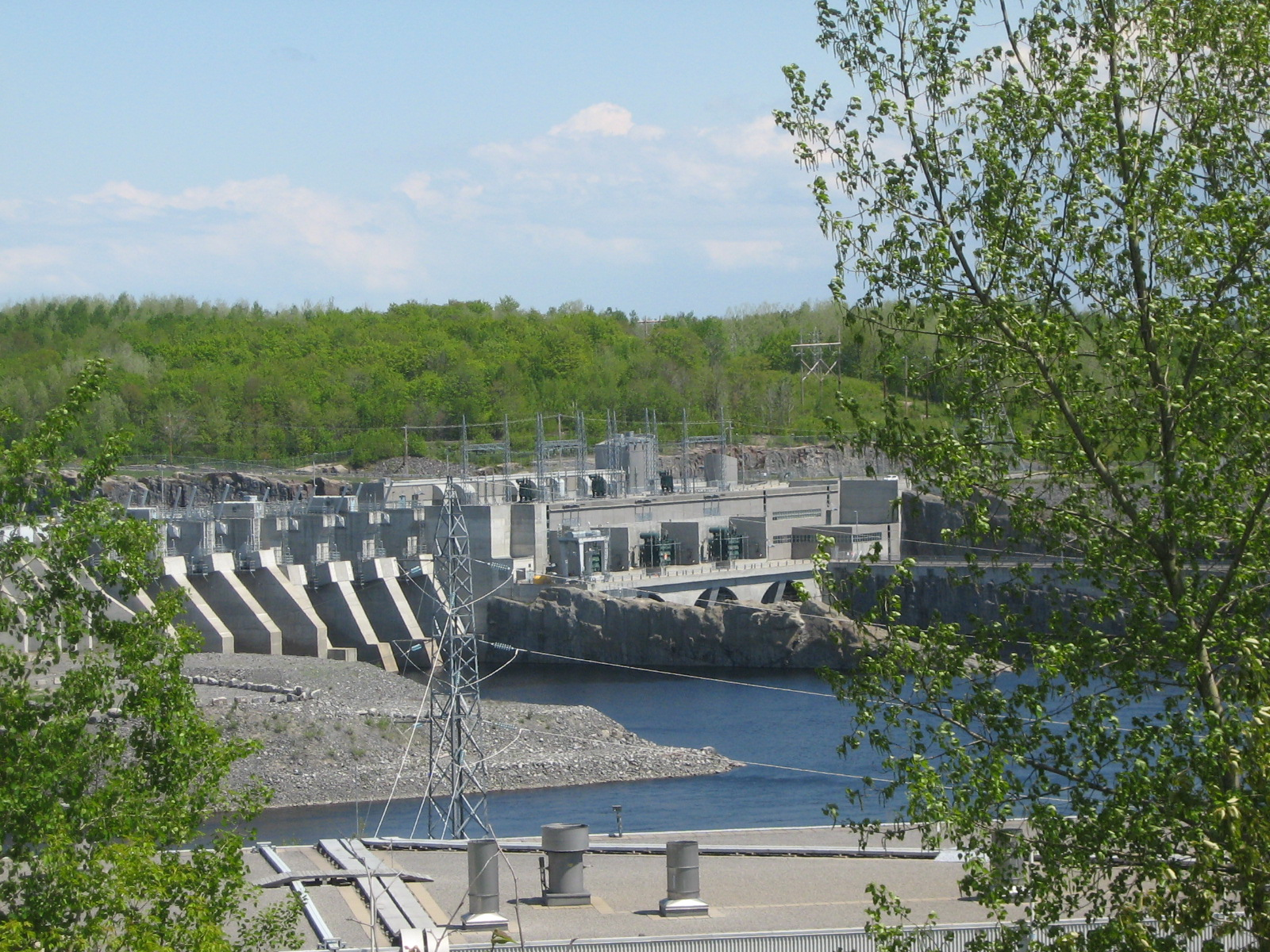
La central de Rocher-de-Grand-Mère

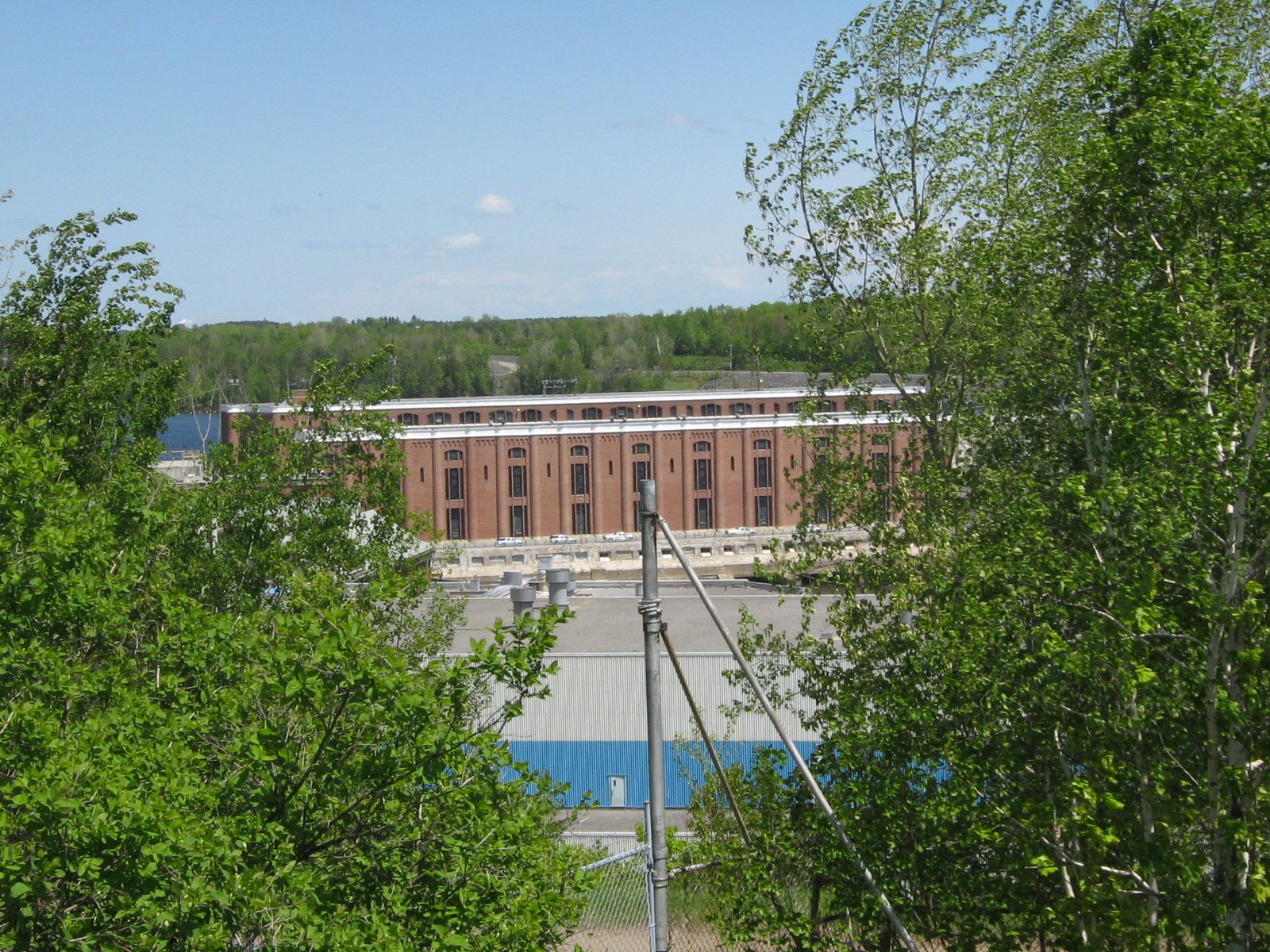
La central de Grand-Mère

Siguiendo el río en dirección aguas arriba, desde la boca a las fuentes, se encuentran las siguientes presas y centrales hidroeléctricas:
- Central de La Gabelle, puesta en servicio en 1924, con una presa de 17,4 m de altura y 590 m de longitud, y una potencia instalada de 129 MW; el embalse tiene una superficie de 4,97 km² y un volumen de 58,4 hm³;
- Central de Shawinigan-2 y Central de Shawinigan-3 (mismo salto de agua);
- Central du Rocher-de-Grand-Mère y Centrale de Grand-Mère (mismo salto de agua);
- Central de La Tuque, puesta en servicio en 1940, con una presa de 34,75 m de altura y 408 m de longitud, y una potencia instalada de 263 MW; el embalse tiene una superficie de 8,0 km² y un volumen de 4,8 hm³;
- Central Beaumont, puesta en servicio en 1950, con una presa de 37,8 m de altura y 489 m de longitud, y una potencia instalada de 270 MW; el embalse tiene una superficie de 5,0 km² y un volumen de 2,0 hm³;
- Central de la Trenche, puesta en servicio en 1958, con una presa de 48,47 m de altura y 442 m de longitud, y una potencia instalada de 302 MW; el embalse tiene una superficie de 14,48 km² y un volumen de 6,0 hm³;
- Central de Rapide-Blanc, puesta en servicio en 1934, con una presa de 45 m de altura y 268 m de longitud, y una potencia instalada de 204 MW; el embalse tiene una superficie de 82,0 km² y un volumen de 466 hm³;
- Central de los Rapides-des-Cœurs, puesta en servicio en 2008, con una presa de 22,5 m y una potencia instalada de 76 MW;
- Central de la Chute-Allard, puesta en servicio en 2008, con una presa de 17,5 m de altura y una potencia instalada de 62 MW;
- Presa Gouin

Todas las centrales en el río San Mauricio son operadas y son propiedad de Hydro-Québec.